# 白杨乡 (峨边县)
白杨乡是中华人民共和国四川省乐山市峨边彝族自治县曾经下辖的一个乡。2020年5月，撤销白杨乡，将其所属行政区域划归新林镇管辖。

## 行政区划
白杨乡撤销前下辖以下地区：
杨柳村、月河村和瓦洛村。